# Lobelia wollastonii
Lobelia wollastonii är en klockväxtart som beskrevs av Baker f. Lobelia wollastonii ingår i släktet lobelior, och familjen klockväxter. Inga underarter finns listade i Catalogue of Life.